# Bolgár Dániel (történész)
Bolgár Dániel (Cegléd, 1981. május 18. –) történész, egyetemi oktató. Az ELTE BTK Történeti Intézet Gazdaság- és Társadalomtörténeti Tanszékének adjunktusa.
Kutatási témája az egyenlőtlenségek, különös tekintettel a zsidók és nem zsidók közti egyenlőtlenségek társadalomtörténetére, a kvantitatív történetírás, a szocialista korszak társadalomtörténete, valamint a test társadalomtörténete.

## Tanulmányai
1992 és 2000 között a gyöngyösi Berze Nagy János Gimnázium tanulója. 2005-ben történelem szakos középiskolai tanár diplomát szerzett az Eötvös Loránd Tudományegyetem Bölcsészettudományi Karán, majd 2005 és 2008 között doktori tanulmányokat folytatott az ELTE BTK Történelemtudományi Doktori Iskola Társadalom- és Gazdaságtörténeti Programján. 
PhD-fokozatot 2015-ben szerzett.

## Munkahelyek és oktatói tevékenység
2009 és 2010 között a budapesti Semmelweis Orvostörténeti Múzeum, Könyvtár és Levéltár külső munkatársa. 2010–2011-ben az ELTE BTK Összehasonlító Irodalom- és Kultúratudományi Tanszék Általános Irodalomtudományi Kutatócsoportjának tudományos segédmunkatársa.
Az ELTE BTK Gazdaság- és Társadalomtörténeti Tanszéken 2005 és 2011 között megbízott előadó, 2011-től kezdve pedig egyetemi oktató.

## Díjak, kitüntetések
2005: Pro Scientia Aranyérem

## Főbb publikációi
- Biológiai jólét Budapesten (1857-1941): A várható élettartam és a testmagasság alakulása. In: Kövér György (szerk.): Hogyan lett Budapest a nemzet fővárosa? Tanulmányok Budapest 150. és a Társadalom és Gazdaságtörténeti Doktori Program 30. születésnapjára. Budapest, ELTE Eötvös, 2023. 263–308.
- Felületes magyarosodás?: A hitszónoklat nyelve a régi magyar statisztikában. Aetas, 38. (2023) 3. 98–120.
- A beilleszkedéstől a térfoglalásig: A zsidókérdés-vita történetének vázlata. In: Bolgár Dániel – Koloh Gábor – Kulcsár Beáta (szerk.): Hitel és hit. Tanulmányok Halmos Károly tiszteletére. Budapest, L'Harmattan, 2022. 187–201.
- How Tall Were The Jews?: Anthropometric Data on Income Inequality between the Jews and Non-Jews in Hungary from the Mid-Nineteenth Century until World War I. Historical Studies on Central Europe, 2. (2022) 2. 274–304.
- Magasabb IQ-júak voltak-e a zsidók? Múlt és Jövő, 33. (2021) 1. 43–65.
- A méret a lényeg? A zsidó koponya mérése Magyarországon (1875–1944). Replika, 27. (2019) 113. 115–141.
- Zsidó vagy neológ felüliskolázottság? Iskolázottsági egyenlőtlenségek a magyarországi zsidóságon belül a dualista korszaktól a holokausztig. Egyháztörténeti Szemle, 20. (2019) 3. 55–78.
- Puhány zsidók vagy részrehajló tornatanárok? A zsidó testi kudarc a századfordulós Magyarországon. Korall, 19. (2018) 74. 179–212.
- Pengébb zsidók, deltásabb keresztények. Diskurzus a zsidó testről és észről a 19. századtól a holokausztig. In: Bolgár, Dániel – Fenyves Katalin – Vér Eszter Virág (szerk.): Egy polgár emlékkönyvébe. Tanulmányok a 66 éves Gerő András tiszteletére. Budapest, KIR Bt., 2018. 13–79.
- Jobban tanuló zsidók vagy részrehajló tanárok? A zsidó siker termelődése Magyarországon a századfordulótól a zsidótörvények koráig. Sic Itur ad Astra 66. (2017) 411–466.
- Integrálódás asszimilációországba. A zsidóságmegmaradás törvényének magyarázata. Sic Itur ad Astra 65. (2016) 199–248.
- Kíméletlen uzsorásokból kaftános puritánok, A zsidó páriakapitalizmus elméletének története. Korall, 17. (2016) 66. 164–195.
- Mítoszok a zsidó jólétről – a Horthy-kori statisztikáktól a mai magyar történetírásig. Múltunk, 60. (2015) 4. 112–163.
- Did It Happen or Not? Bringing Traumatic Events into Historical Discourse. In: Kulcsár-Szabó, Zoltán – Lőrincz, Csongor (Hrsg.): Signaturen des Geschehens, Ereignisse zwischen Öffentlichkeit und Latenz. Bielefeld, Transcript Verlag, 2014. 477–488.
- Wealthier Jews, Taller Gentiles. Inequality of Income and Physical Stature in Fin-de-siècle Hungary. Economics and Human Biology, 11. (2013) 4. 433–435.
- A hatalom mindennapjai: Azonosítási játék az államvédelemnél. 2000, 23. (2011) 11. 3–13.
- Sleeping with the Political Enemy. Woman’s Place in Discourses of Race and Class Struggle in 20th Century Central Europe. Hungarian Cultural Studies, 4. (2011) 4. 77–86.
- A kuláküldözés fogalomtörténeti vetülete. Múltunk, 56. (2011) 2. 51–61.
- Volt-e vagy sem? Traumatikus történés és történelmi elbeszélés. BUKSz, 22. (2010) 2. 121–126.
- Orbán Balázs orientalizmusa. Korunk, 21. (2010) 8. 91–100.
- Melyik a rendszerváltó nemzedék? A "Gazdálkodj okosan!" és a '80-as évek gyermekei. Holmi, 20. (2008) 6. 789–803.
- Gazdasági mesék a Nyugatban. Holmi, 20. (2008) 1. 128–147.
- A kulák érthető arca. Fogalomtörténeti vázlat. In: Horváth, Sándor (szerk.): Mindennapok Rákosi és Kádár korában. Budapest, Nyitott Könyvműhely Kiadó, 2008. 50–93.
- Kik vagytok Ti? A magyarországi társadalomtörténetről egy pályakezdő szemével. Történelmi Szemle, 48. (2006) 3–4. 275–286.